# ولاية إيطاليا الإمبراطورية
ولاية إيطاليا الإمبراطورية (باللاتينية: Praefectura Praetorio Italiae) هي إحدى الولايات الإمبراطورية التابعة للإمبراطورية الرومانية في فتراتها المتأخرة. تأسست في القرن الرابع، وقد امتدت أراضيها على كامل شبه الجزيرة الإيطالية، وغرب البلقان، والمقاطعات الدانوبية، وشمال أفريقيا. انتقل مركزها من روما إلى ميلان ثم أخيرًا إلى رافينا (تقع جميعها اليوم في إيطاليا).

## التقسيم الإداري
كانت هذه الولاية تتبع الإمبراطورية الرومانية الغربية، كما كانت تتكون من 4 أبرشيات:
- أبرشية إيطاليا سبيربيكاريا
- أبرشية إيطاليا أنوناريا
- أبرشية أفريقيا
- أبرشية بانونيا، تم اقتطاعها من ولاية إليريكم الإمبراطورية في القرن الرابع. وكان مركزها سيرميوم، والتي تقع اليوم في صربيا.